# Саут Вибер (Јута)
Саут Вибер (енгл. South Weber) град је у америчкој савезној држави Јута.

## Демографија
По попису из 2010. године број становника је 6.051, што је 1.791 (42,0%) становника више него 2000. године.
| Група             | 2000.         | 2010.         |
| Белци             | 3.968 (93,1%) | 5.618 (92,8%) |
| Афроамериканци    | 21 (0,5%)     | 27 (0,4%)     |
| Азијати           | 26 (0,6%)     | 32 (0,5%)     |
| Хиспаноамериканци | 169 (4,0%)    | 259 (4,3%)    |
| Укупно            | 4.260         | 6.051         |